# Stadsmuren van Aken

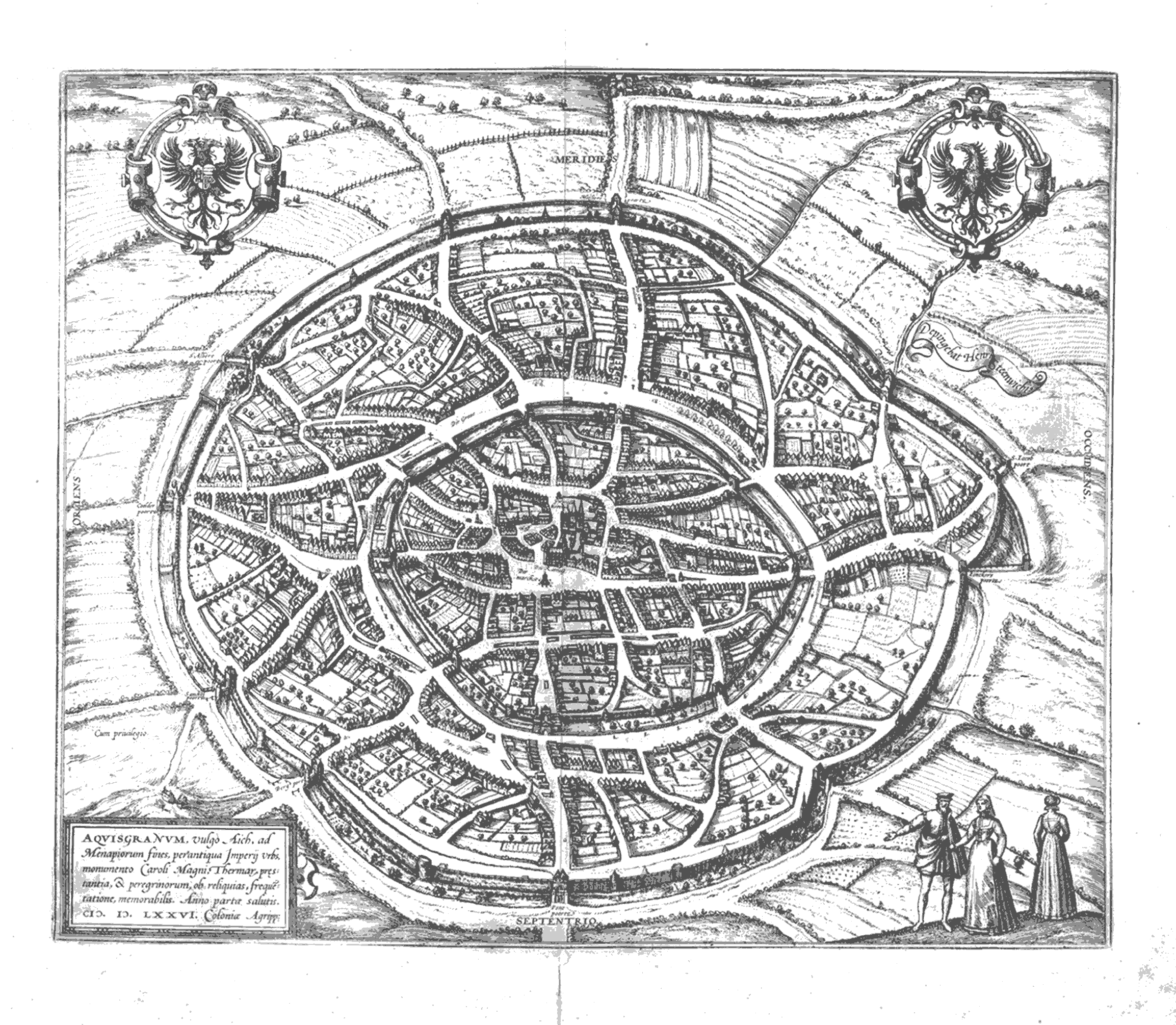
Stadsgezicht uit 1576 met de beide ringmuren

De stadsmuren van Aken waren een dubbele ring van muren die de stad Aken moesten beschermen tegen aanvallen. Ze werden in twee fasen gebouwd, de binnenste stadsmuren rond 1172 en de buitenste stadsmuren rond 1300.
Van de beide ringmuren met vele stadspoorten en waltorens zijn slechts delen bewaard gebleven. Van de weertorens bestaan er alleen nog de Lavenstein, de Langer Turm, de Marienturm, de Pfaffenturm en de Adalbertsturm. Van de stadspoorten bestaan alleen nog de Ponttor en de Marschiertor, die beide in de Tweede Wereldoorlog sterk beschadigd raken maar nadien gerestaureerd konden worden.

## Binnenste stadsmuren

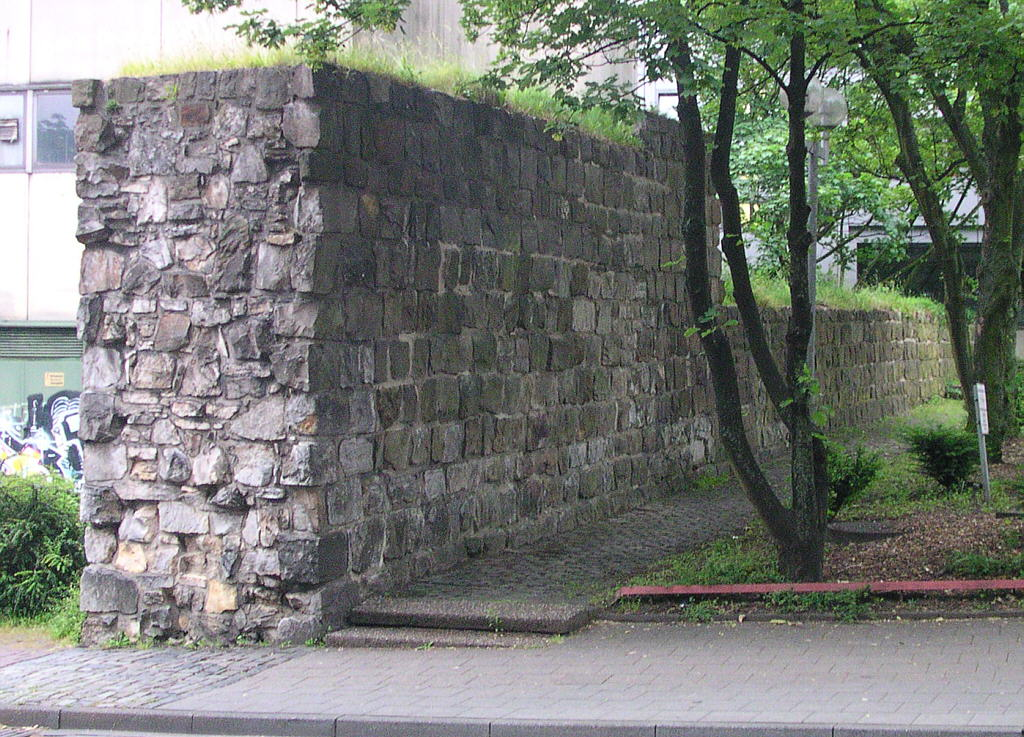
Overblijfselen van de binnenste ringmuur bij de Templergraben

Met de bouw van de binnenste stadsmuren, die ook binnenste ring, eerste muur of Barbarossa-Mauer genoemd wordt, werd in 1172 begonnen. Opdrachtgever van de bouw van de binnenste stadsmuren was keizer Frederik I van Hohenstaufen ("Barbarossa"), die de burgers van Aken vermoedelijk in 1171 liet beloven, dat het door hem in 1166 met muntrecht, marktrecht en stadsrecht voorziene Aken door een stadsmuur beveiligd werd. Deze muur diende binnen vier jaar te worden voltooid. Als verwijzing naar Frederik I van Hohenstaufen heet de binnenste ringmuur ook Barbarossa-Mauer, aangezien hij als bijnaam Barbarossa (roodbaard) had. Aken hield zich aan de eis om de toenmalige stad volledig van omliggende muur te voorzien.
De muur werd als stortmuur opgetrokken. Daarbij werd aan beide zijden een normale muur gebouwd. De tussenruimte werd schachtsgewijs met stenen gevuld en met mortel vastgezet. De zo opgerichte ringmuur had een lengte van 2.480 meter en een dikte die zwenkte tussen de 1,5 en 2,5 meter. Wanneer de binnenste ring voltooid werd is niet bekend, maar blijkbaar waren bij het beleg van Aken door Willem II van Holland in 1248 nog altijd enige gedeeltes van de ringmuur enkel door wallen en palissaden beschermd.
In het huidige straatbeeld bevinden zich in het bereik van de Rheinisch-Westfälische Technische Hogeschool aan de Templergraben een groot stuk van de binnenste stadsmuur. Andere restanten zijn te zien aan de Seilgraben en de Minoritenstraße. Daar bevindt zich bovendien een informatiepaneel op de vroegere stadsmuur.

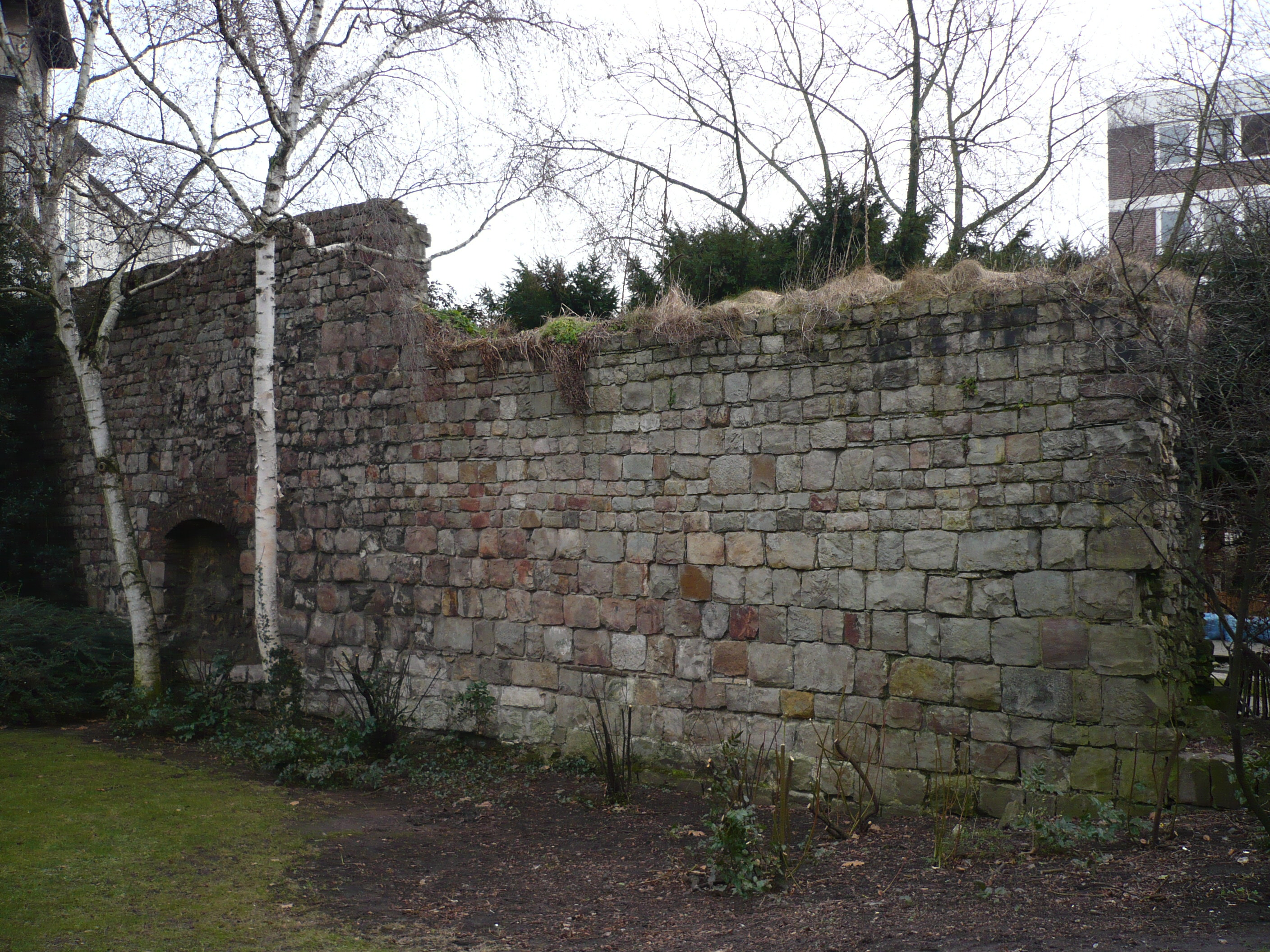
Overblijfselen van de binnenste ringmuur bij de Templergraben

Opgravingen tonen aan dat de muur op een aarden wal gebouwd was. In de tijd van de Franken waren stenen verdedigingsbouwwerken niet gebruikelijk. Daarentegen werden aarden wallen opgeworpen. Buiten de muur bevond zich een tegenwoordig nog op basis van zijn bijzondere bodemgesteldheid herkenbare gracht. Deze was 2550 meter lang, 5 meter diep en 25 meter breed. Aan de oostkant van de stad, waar het terrein vlak was, werd deze gracht met water uit de Johannisbach en de Pau gevuld. Aan de westzijde waar er grote stijgingen in het terrein waren, lag er een droge gracht. Naast deze grachten werd later parallel aan het muurverloop een ringstraat aangelegd, de huidige Grabenring en de deelstraten die eindigen op -graben (Hirschgraben, Seilgraben, Dahmengraben, Holzgraben, Kapuzinergraben, Alexianergraben, Löhergraben, Karlsgraben, Templergraben).

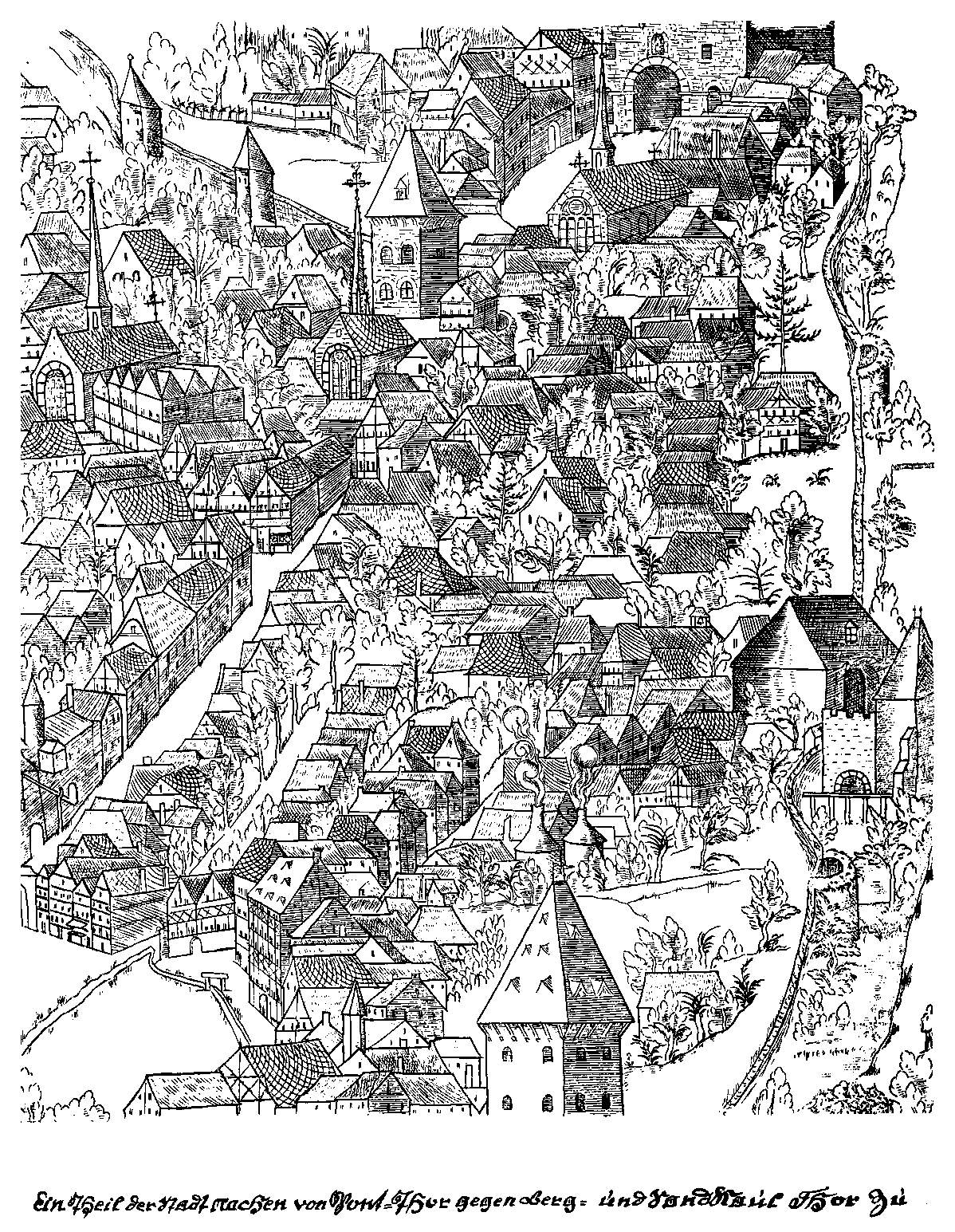
Deel van een stadsgezicht met de Pontmitteltor (midden boven) en naar links verlopende muur met torens

De analyse van oude tekeningen uit de 16e eeuw duiden op tien stadspoorten en tien torens, maar een aantal historici nemen daarvan afwijkend slechts acht oorspronkelijke stadspoorten aan. Een aantal stadspoorten werd na de bouw van de buitenste stadsmuur de toevoeging mittel gegeven om zich van de nieuw gebouwde stadspoorten te onderscheiden. Ze lagen in het midden van de weg van het stadscentrum naar de buitenste stadspoort. Zo werd bijvoorbeeld de oude Kölntor, die zich in de Großkölnstraße ter hoogte van de Mefferdatisstraße bevond, na de bouw van de nieuwe Kölntor aan het huidige Hansemannplatz in Kölnmitteltor hernoemd. Daarnaast waren er ook de Jakobsmitteltor, Königsmitteltor, Marschiermitteltor en Pontmitteltor. De vijf andere stadspoorten heten Besterdertor, Harduinstor, Neutor, Scherptor en Ursulinertor. De hoofdpoorten waren de Pontmitteltor in het noorden, de Kölnmitteltor in het oosten, de Marschiermitteltor in het zuiden en de Jakobsmitteltor in het westen. De meeste poorten van de Barbarossamuur waren eenvoudige vierkante poorttorens. Alleen de Scherptor zou een poort met twee torens geweest zijn. Over de stadsgracht lag er een ophaalbrug. De vier hoofdpoorten hadden voor een betere verdediging barbacanen en ook een voorpoort aan de overzijde van de gracht.

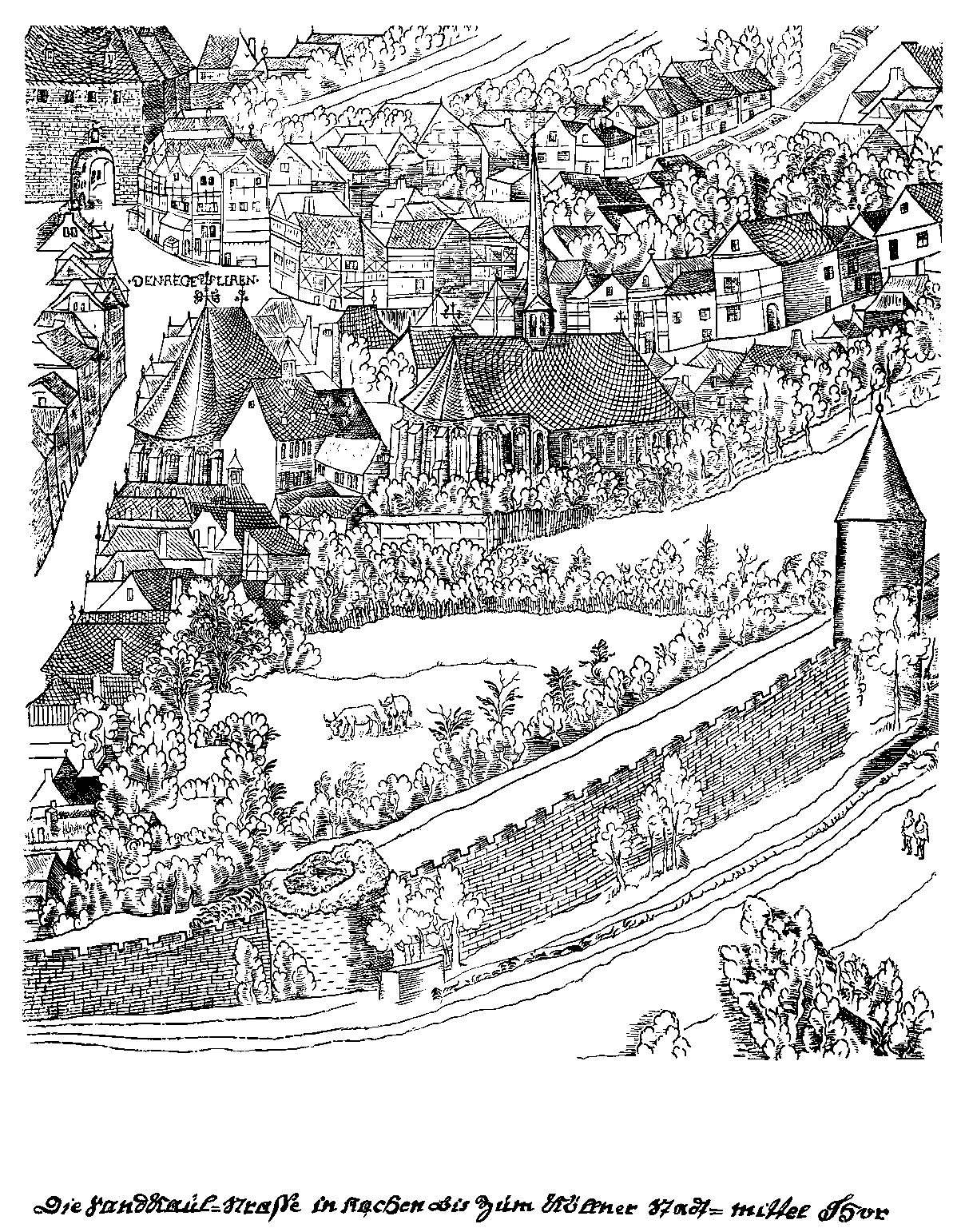
Deel van een stadsgezicht met de Kölnmitteltor (linksboven)

Als eerste poorten werden de Marschiermitteltor, die ook Burtscheider Mitteltor genoemd werd, en de Jakobsmitteltor waarschijnlijk zo tegen het einde van de 16e eeuw gesloopt. Die werden in 1764 gevolgd door de Königsmitteltor en de Neutor en in 1783 ook de Besterdertor. De overige poorten zijn verdwenen in de ontwikkeling van de algemene slechting van de stadsverdediging in het eerste kwart van de 19e eeuw.
Aan de oostkant van de binnenste stadsmuren stonden de stadspoorten relatief dicht bij elkaar. Aan de westkant waren er daarentegen lange muurgedeeltes zonder poort, die door extra torens beschermd werden. Deze extra bescherming was ook nodig omdat de gracht hier niet gevuld kon worden met water vanwege het verloop van het terrein en gemakkelijker te overwinnen was dan de natte gracht aan de oostzijde. Van de meeste van deze torens is er geen naam overgeleverd. Enige van deze torens waren schelptorens, dat wil zeggen torens met een halfrond of rechthoekig grondplan die uit de muur naar buiten springen zonder muur aan de stadskant. Andere waren halfronde of ronde torens, rechthoekige torens had men in de binnenste stadsmuur buiten de stadspoorten niet.
Anders dan de later opgerichte tweede buitenste stadsmuur, omsloot de eerste stadsmuur een gegroeid en bebouwd stadsgebied. Bestaande structuren, bestaande nederzettingen en stratenverloop moest rekening mee worden gehouden, zodat een cirkelvormige muurbouw niet mogelijk was.
De binnenste stadsmuren bezaten ook voorwerken buiten de muren. Drie daarvan stonden ongeveer rond de plaatsen waar later de Marschiertor, de Ponttor en de Langer Turm opgericht werden. Twee daarvan waren door de als weertoren gebouwde kerktoren van de St. Jakob en de St. Peter gevormd.

## Buitenste stadsmuren

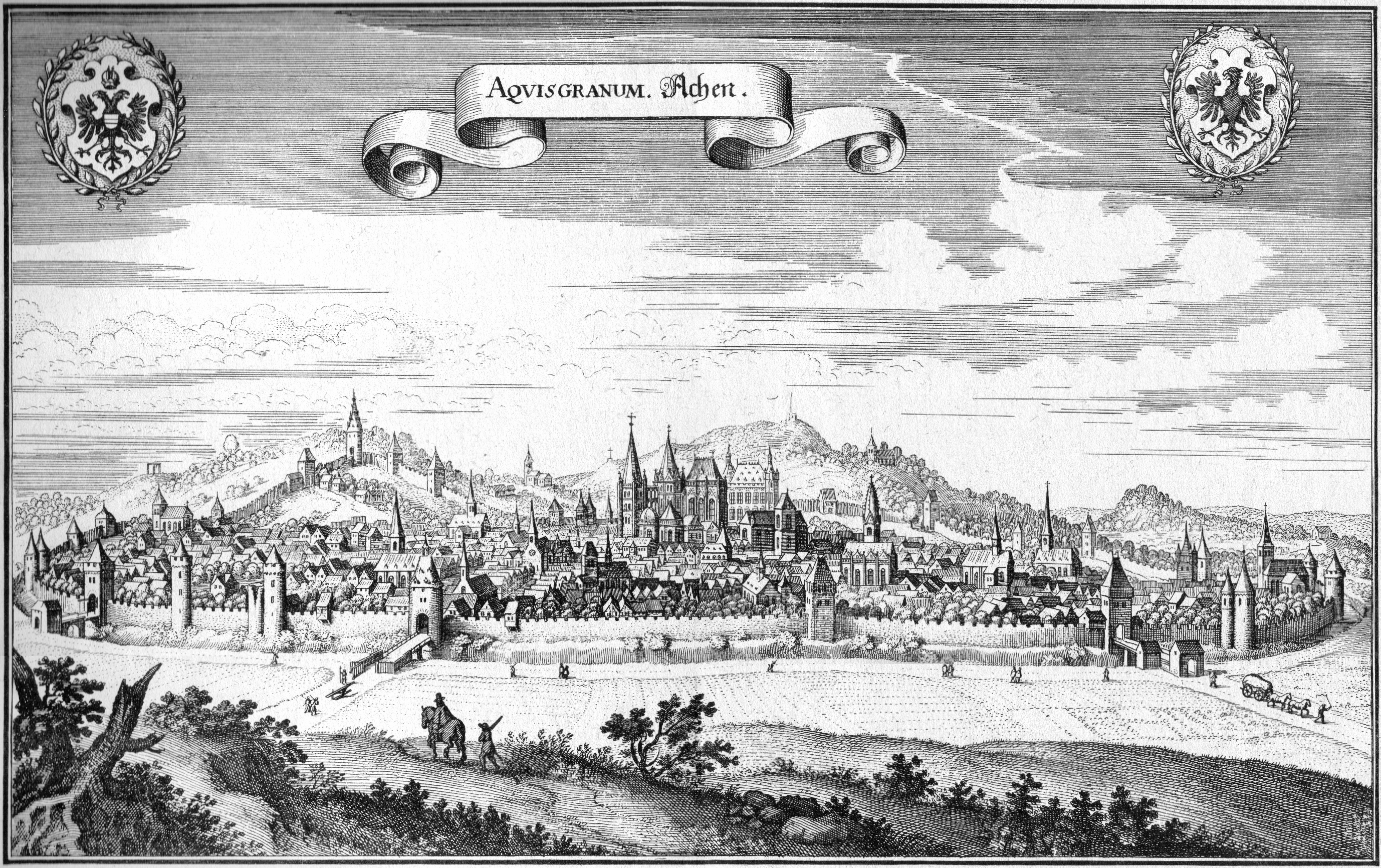
Matthäus Merian der Ältere: kopergravure van Aken met de buitenste stadsmuren gezien vanuit het zuidwesten in 1645

Aangezien de binnenste stadsmuren al snel de groei van de stad Aken beperkten, begonnen de burgers een tweede ringmuur op een grotere afstand om de stad aan te leggen. De exacte bouwtijd is onzeker, een begin in 1257, met de verwijzing naar een bijdrage van Richard van Cornwall aansluitend op zijn kroning, is zeer onwaarschijnlijk. Op dit moment moesten eerst nog de binnenste stadsmuren afgerond worden en de toewijding van de bijdrage voor de verbetering van de stad betrok zich eerder op deze werkzaamheden en de voorwerken dan op de buitenste stadsmuren. Daarom wordt een bouwstart tegen het einde van de 13e eeuw en een voltooiing van de bescherming tegen het midden van de 14e eeuw aangenomen.

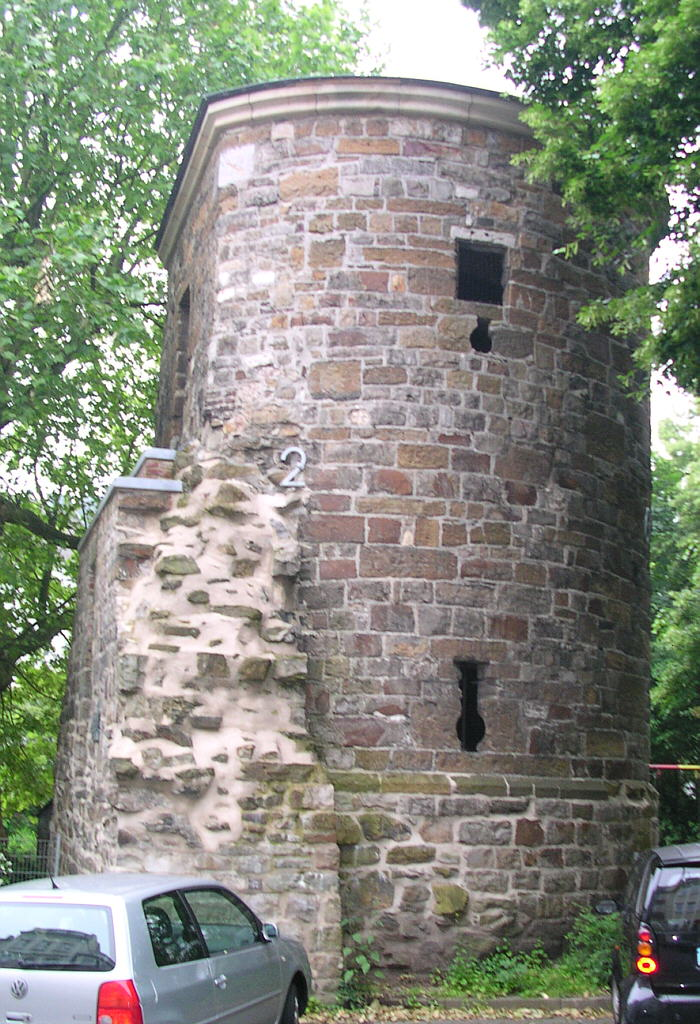
Restant van de buitenste stadsmuur te Lavenstein

Terwijl de eerste binnenste stadsmuur rondom de bestaande gebiedsbebouwing werd opgericht, kon de tweede, buitenste stadsmuur groter worden aangelegd. Zo was het mogelijk om een bijna cirkelvormig bouwwerk op te richten. Deze werd zo opgericht dat de Karolingische constructie van de Akense koningspalts met de Aula Regia (nu het stadhuis) en de Pfalzkapelle (nu de dom) rondom het Karolingische atrium (nu de Katschhof) zich in het centrum bevond. Het grootste deel van het gebied dat door de buitenste stadsmuur omsloten werd tot in de 19e eeuw agrarisch gebruikt en alleen aan de hoofduitvalswegen bestond er bebouwing.
De buitenste muur werd op een vergelijkbare manier als de binnenste stadsmuur gebouwd. Ze had een lengte van ongeveer 5.300 meter, was ongeveer 8 tot 10 meter hoog en 2 tot 3 meter dik, en op kwetsbare stukken zelfs een breedte van 4 meter. Aan de stadskant had ze rondboognissen met schietgaten. Op de muurkronen kantelen met breedtes van 1 tot 4 meter en tussenruimtes van 70-80 centimeter. Tussen de Junkerstor en Jakobstor was wegens het terrein een dwingel noodzakelijk: de Lütticher Schanze. Muurgedeeltes tussen de stadspoorten en de weertorens werden aanvullend door erkers beveiligd, van waaruit men ook het gebied direct naast de stadsmuur beschieten kon. Langs de binnenzijde van de ringmuur waren wachthuizen voor wachtmanschappen van de torens en stadspoorten gesitueerd. Ook om de buitenste stadsmuur heen werd er een gracht aangelegd met een breedte van 24 tot 28 meter. Waar de gracht met water gevuld was had deze een diepte van ongeveer 7 tot 8 meter en de droge grachten hadden een diepte van ongeveer 10 tot 12 meter.

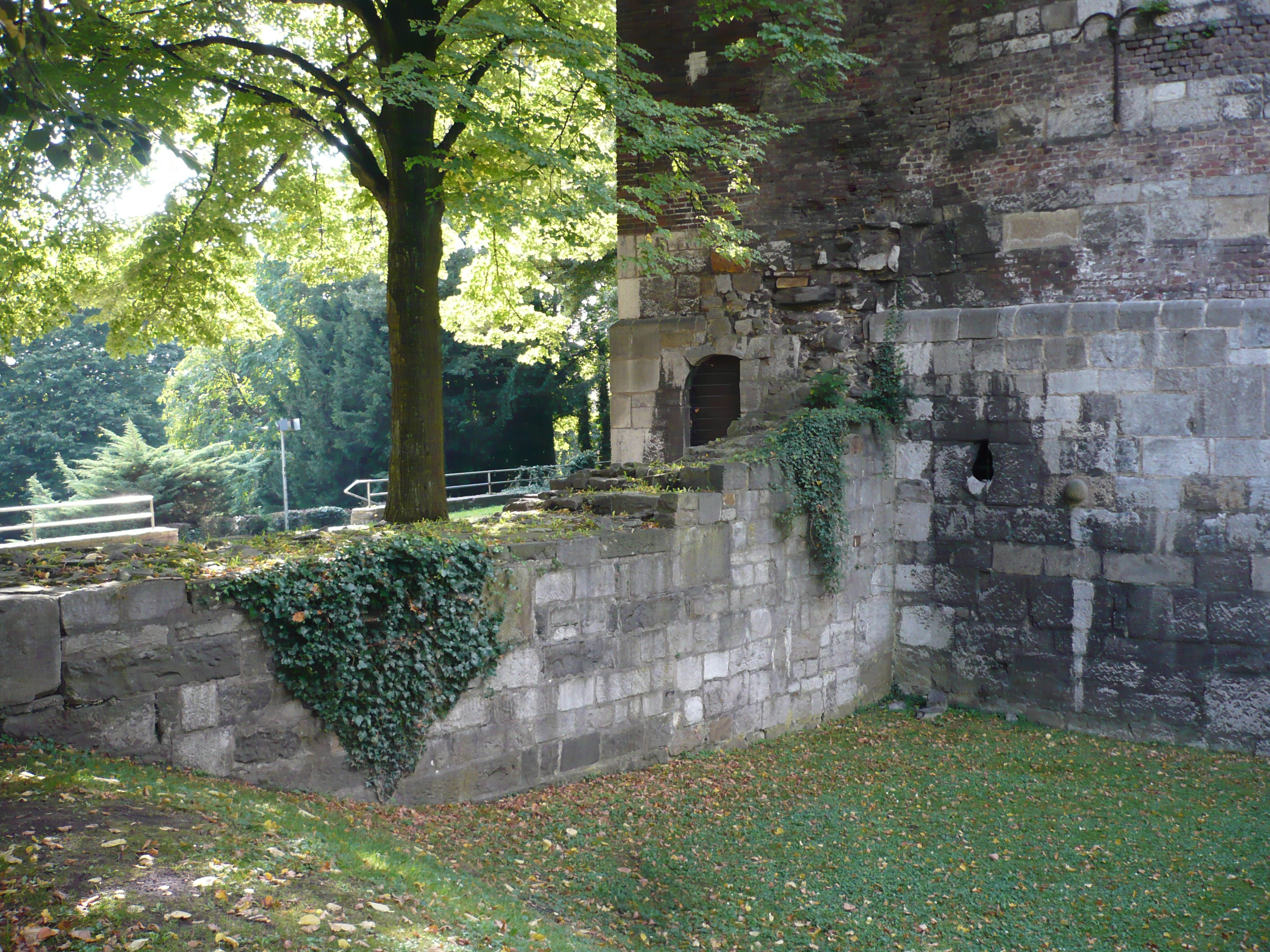
Overblijfselen van de buitenmuur van de Marienturm

Napoleon gaf de instructies om de stadsverdediging te ontmantelen, die tijdens de Franse bezetting van Aken slechts gedeeltelijk doorgevoerd werd. Hij liet het gebied tussen de Hansemannplatz met de toenmalige Kölntor en de Ponttor afbreken en begroenen. Met deze opdracht werd hoftuinier Maximilian Friedrich Weyhe aan de slag gestuurd. Zo ontstonden de straten Monheimsallee en Ludwigsallee en om de Adalbertstor heen de Heinrichsallee, na deze de stratenring, die tegenwoordig nog te erkennen is als het verloop van de buitenste stadsmuren en Alleenring genoemd werd. Van de Ponttor uit volgt de ring tegenwoordig de straten Pontwall, Turmstraße, Junkersstraße, An der Schanz (waar zich de Lütticher Schanze bevond) en Boxgraben tot de Marschiertor. Tussen de Marschiertor en de Adalbertstor wijkt het verloopt van de Alleenrings af van het vroegere muurverloop, deze volgde ongeveer het verloop van de Wallstraße, Schützenstraße, Gottfriedstraße en Martin-Luther-Straße.
In de loop van de stadsuitbreidingen van de 19e eeuw en de constructie van het spoorbaantracé werden de overgebleven delen van de stadsverdediging gesloopt, op twee stadspoorten en vijf weertorens na. Terwijl er van de binnenste stadsmuur nog enige alleenstaande muurdelen bewaard gebleven zijn, zijn alle muren van de buitenste ringmuur volledig verdwenen op fragmenten bij de overgebleven poorten en torens na.

### Stadspoorten

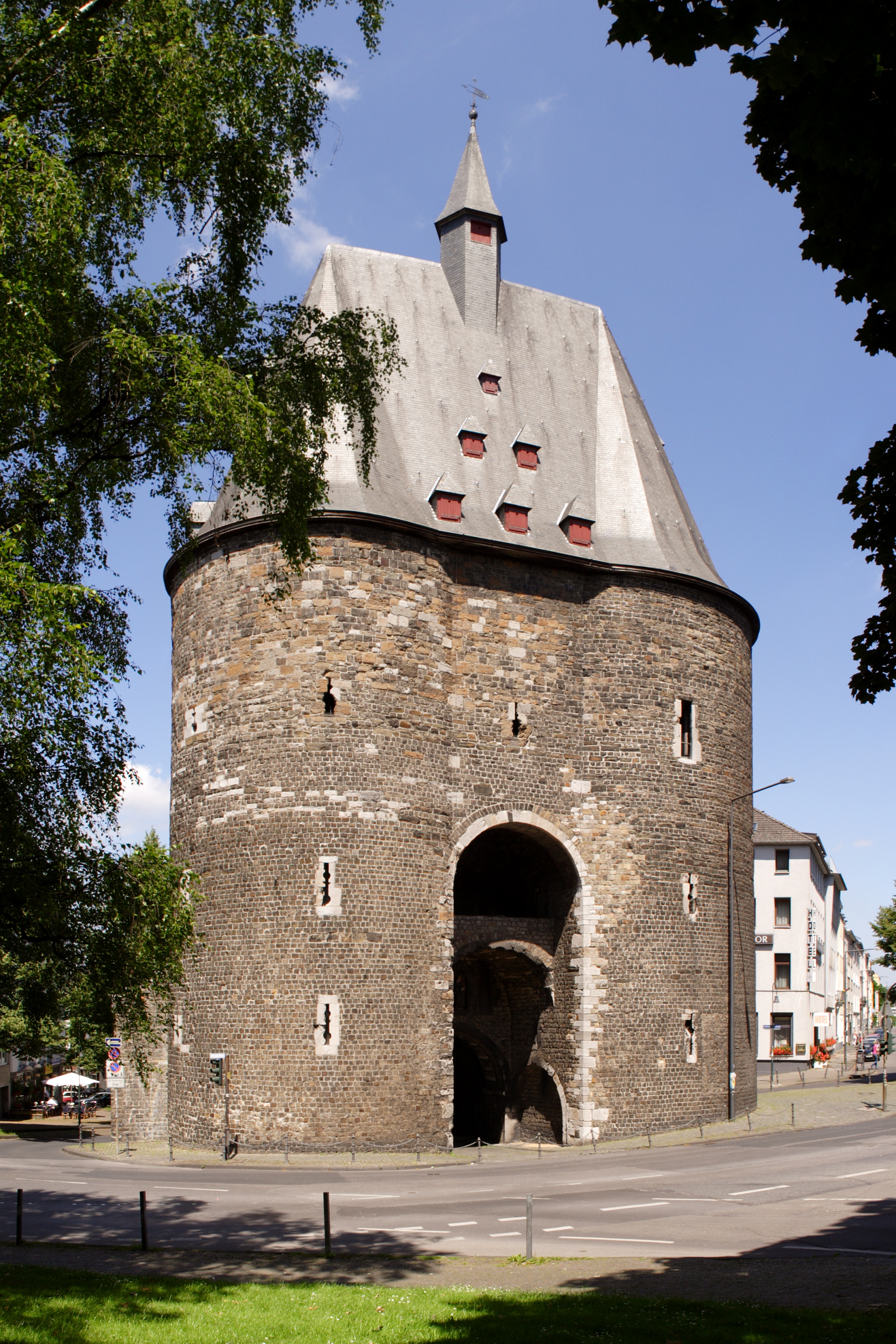
Marschiertor

De buitenste stadsmuur had in totaal elf stadspoorten, waarvan er nu nog alleen de Ponttor en de Marschiertor bestaan. Geleidelijk werd de Wasserturm door zijn grote waterdoorlaat als twaalfde poort aangezien. Een meting wees uit, dat alle stadspoorten behalve de Jakobstor in een cirkel stonden met het middelpunt op het Katschhof, een onbebouwde ruimte tussen octagon van de dom en het stadhuis.

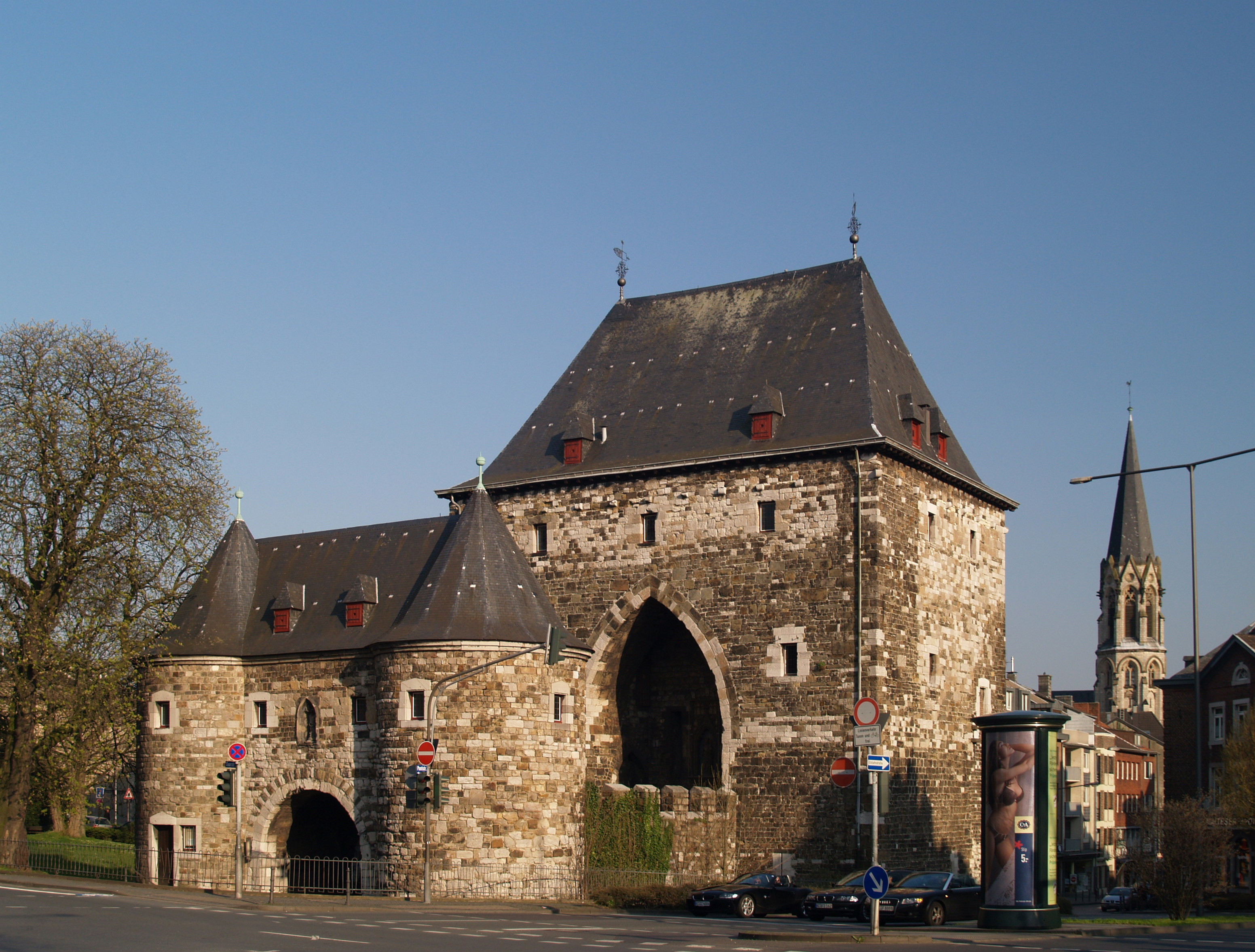
Ponttor

De vier hoofdpoorten waren de Ponttor in het noorden, de Kölntor in het oosten, de Marschiertor in het zuiden en de Jakobstor in het westen. Andere poorten waren tussen de Ponttor en Kölntor de Bergtor en de Sandkaultor, tussen de Kölntor en de Marschiertor de Adalbertstor en de Wirichsbongardstor, tussen de Marschiertor en de Jakobstor de Rostor en tussen de Jakobstor en de Ponttor de Junkerstor en de Königstor.
Negen van deze poorten dienden ook als zetel van de negen onder het commando van een hoofdman staande districten, waarin het Aachener Rijk onderverdeeld was, alsook het gebied van de omgeving van Aken, die door het luiden van de klokken de stad voor gevaar kon waarschuwen.
De best bewaard gebleven en gerestaureerde Ponttor toont als beste de hoofdzakelijke opbouw van de stadspoorten van de buitenste ringmuur. Het hoofdgebouw was hetzij net als bij de Ponttor een rechthoekig gebouw of bestond net als bij de Marschiertor uit twee ronde torens die met elkaar verbonden waren door een middenbouw. Vergelijkbaar maar kleiner waren ook de voorpoorten (barbacanen) opgebouwd, die aan de overzijde van de met water gevulde gracht of de droge gracht stonden. Alleen de Junkerstor had geen voorpoort. Het hoofdgebouw en de voorpoort waren met een stenen brug verbonden, die over de gracht heen voerde. Aan de zijkanten werden deze bruggen door muren met kantelen beschermd.

### Waltorens

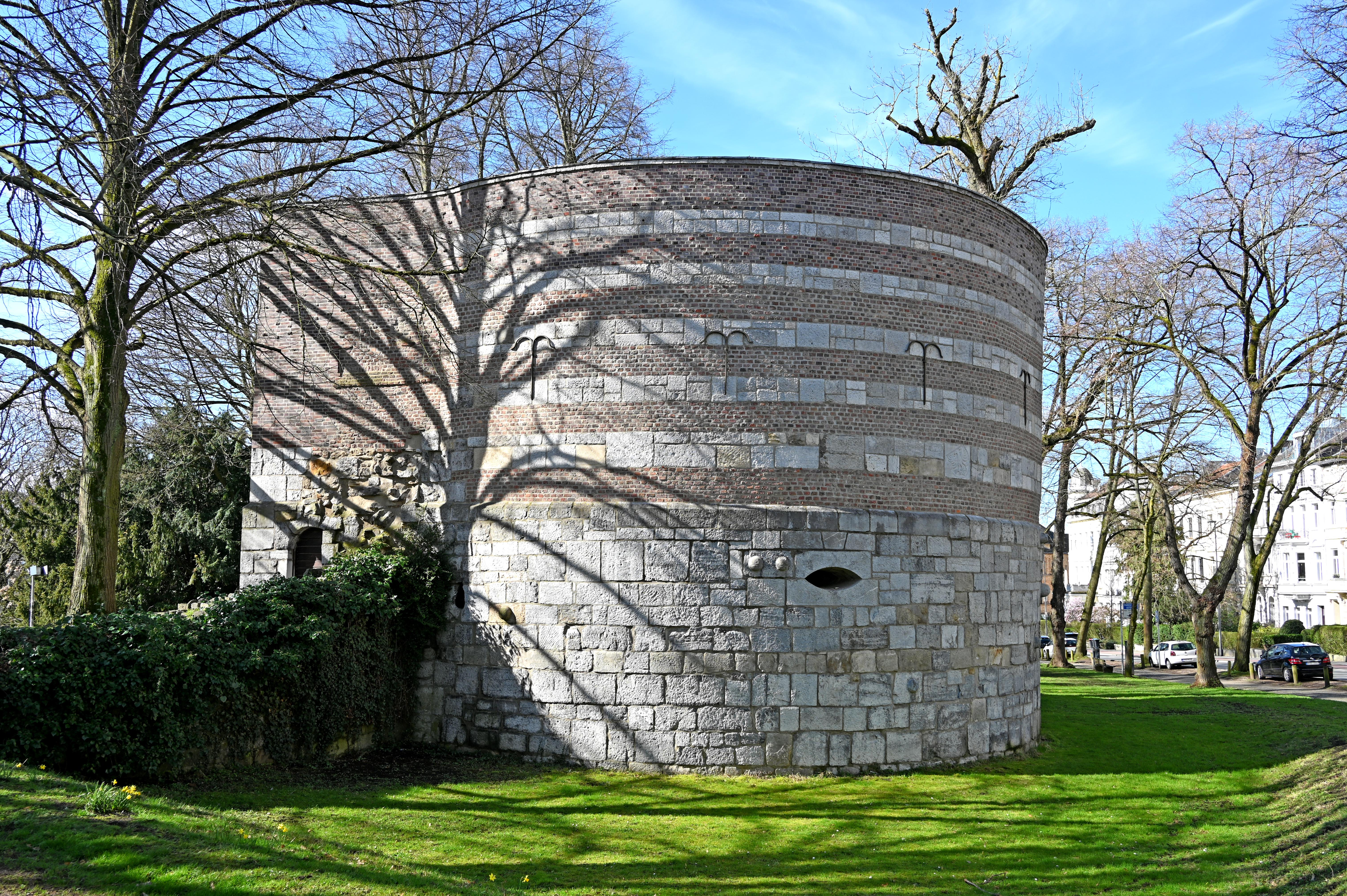
Marienturm

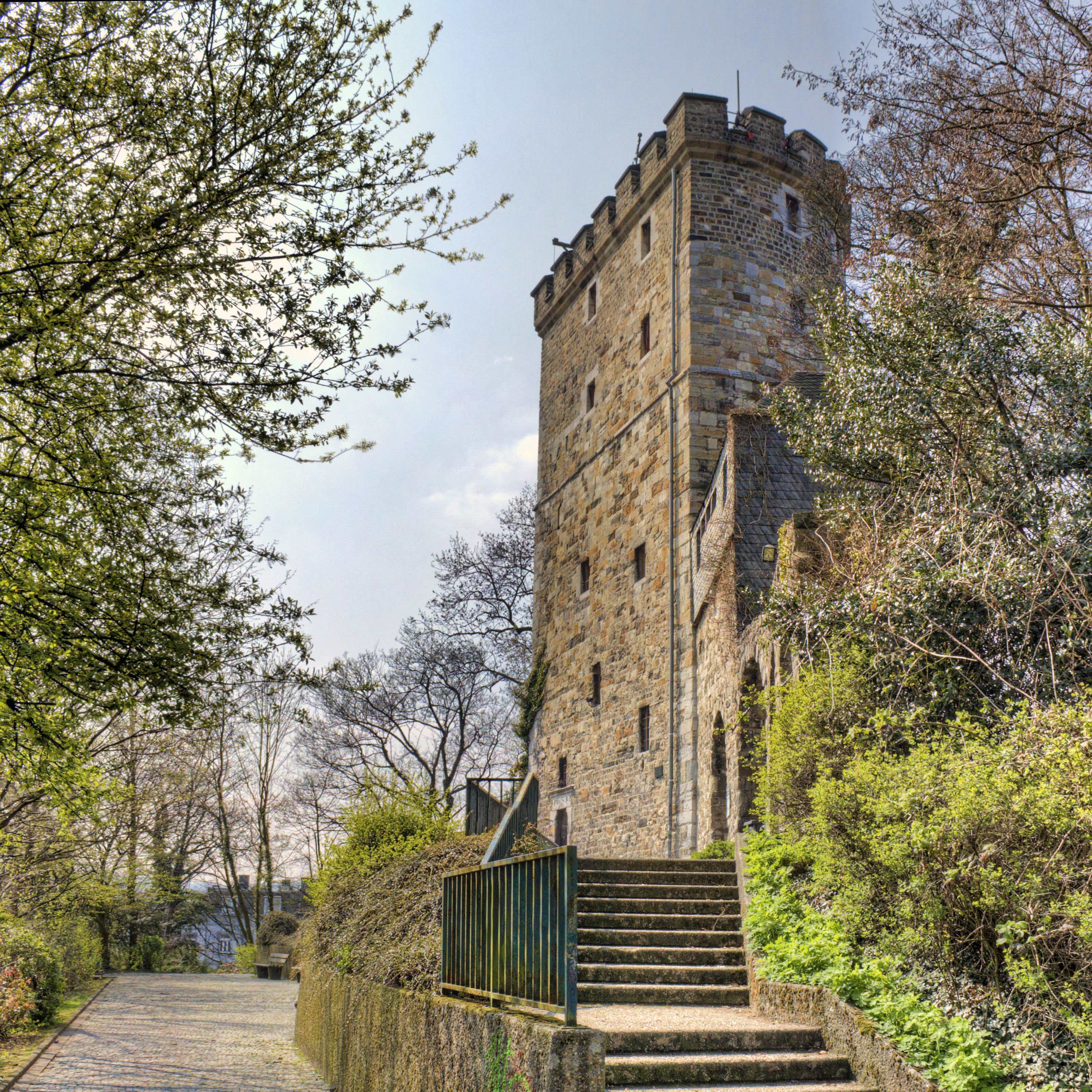
Langer Turm

De buitenste ringmuur bezat 23 waltorens waarvan er nog weinig overgebleven zijn. Aangezien de buitenste stadsmuur op ongeveer hetzelfde aantal stadspoorten een ongeveer dubbele lengte als de innerlijke muur had, werden er ook aan de oostkant weertorens aangebracht tussen de poorten. Maar ook bij de buitenste ringmuur waren de torens nodig vanwege het bereik over de aan de westzijde gelegen gronden, in het bijzonder in het noordwesten, waar zes torens tussen de Königstor en Ponttor stonden. Net als bij de binnenste stadsmuur had men bij de buitenste stadsmuren schelptorens en voltorens. Naast de halfronde en ronde torens kwamen er ook torens met een rechthoekig grondplan voor.
De breedste nog bestaande toren is de Marienturm, die ook Marienburg genoemd werd. Aan diens zijde bevinden zich nog duidelijk herkenbare restanten van de buitenste ringmuur. De naam is afkomstig van de dag voor Maria-Hemelvaart was. Tegenwoordig bevindt zich hier een gedenkplaats voor de slachtoffers van de beide wereldoorlogen.
De Langer Turm, die ook Pulverturm genoemd werd, was het hoogstgelegen en tegelijkertijd hoogste bouwwerk van de buitenste stadsmuren. De toren diende op zijn positie als wachttoren en aanvullend als brandwacht. Ze bevindt zich aan de huidige Turmstraße.
Naast deze bouwwerken zijn er drie kleinere ronde torens bewaard gebleven: de Lavenstein aan de Boxgraben, de Pfaffenturm in de Junkerstraße en de Adalbertsturm aan het Kaiserplatz.

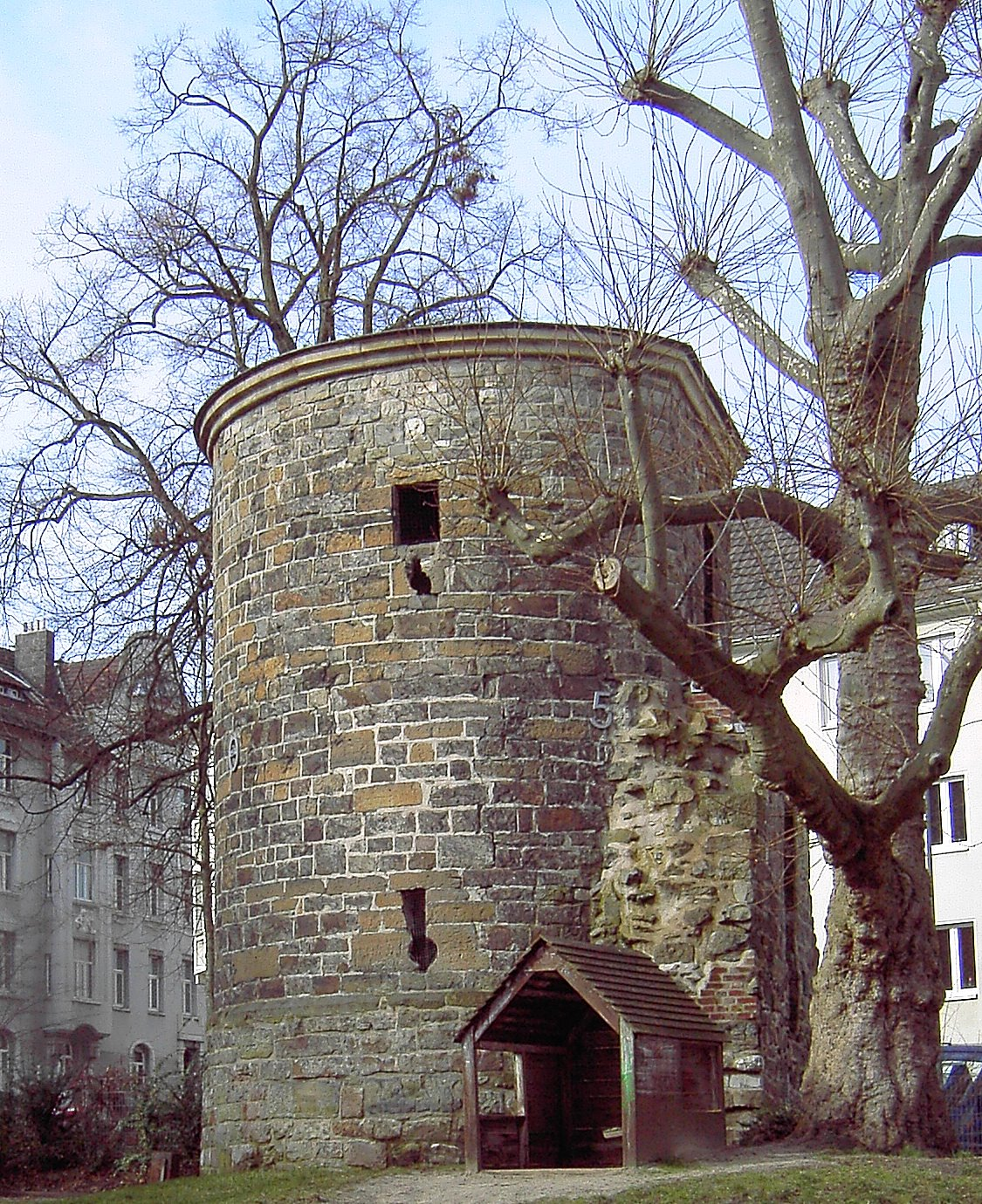
Lavenstein
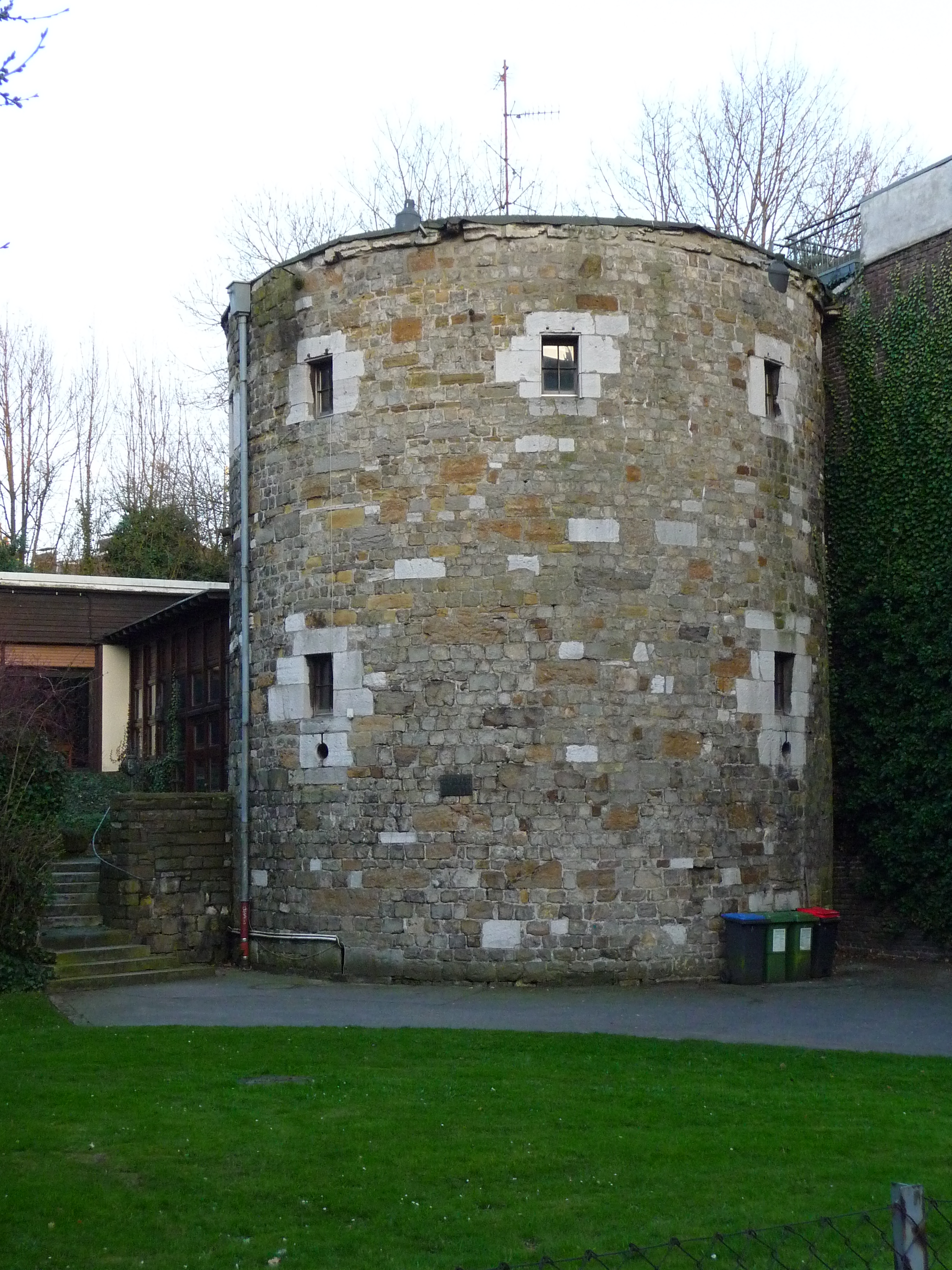
Pfaffenturm
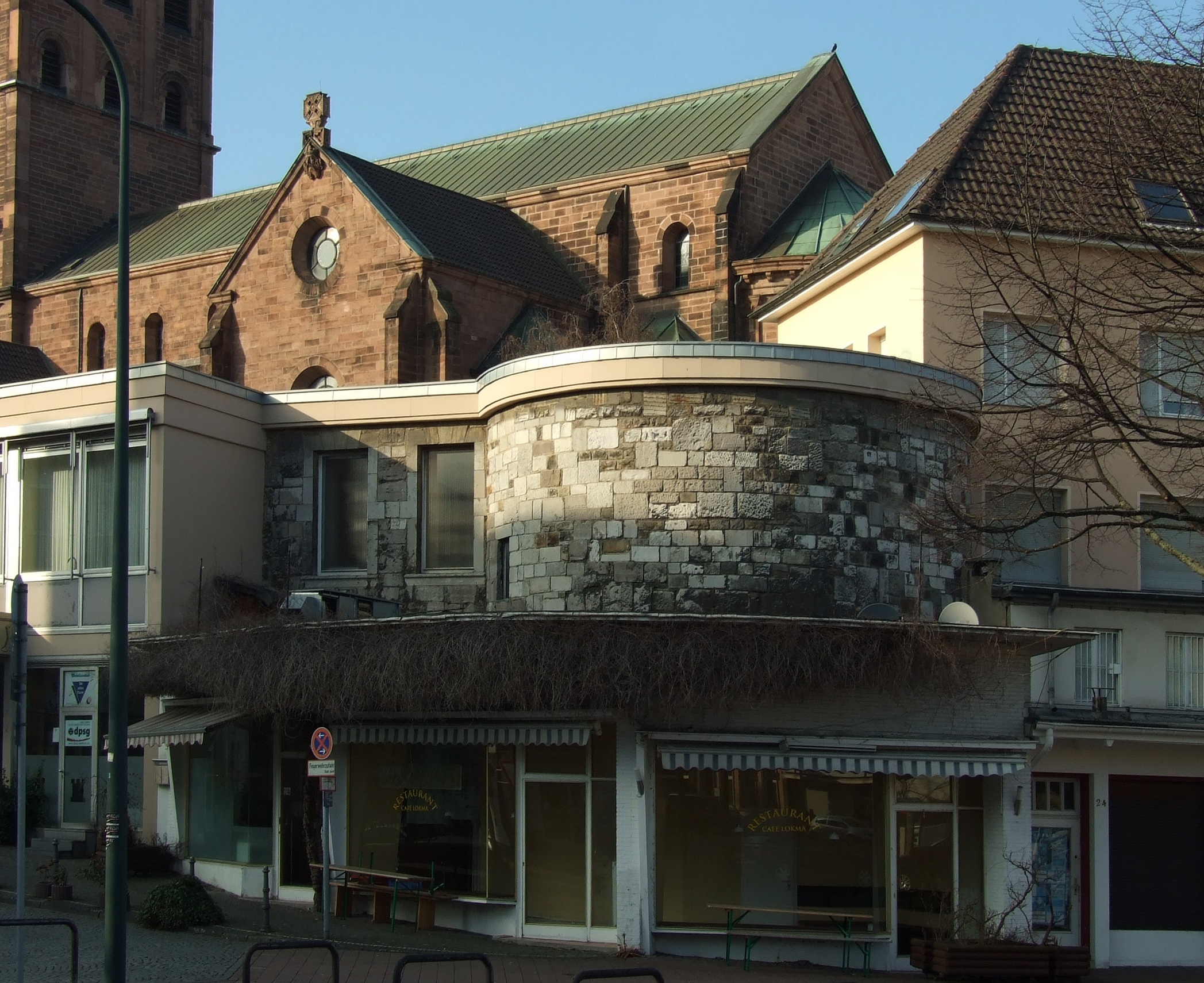
Adalbertsturm

## Kaart
Legenda: groen is nog bestaand, grote icoontjes zijn stadspoorten, kleine icoontjes torens, erkers en wachthuizen in de stadsmuren.